# Effectif des équipes à la Coupe du monde de football 1954
Cette page contient la liste de toutes les équipes et leurs joueurs ayant participé à la phase finale de la Coupe du monde de football 1954. L'âge et le nombre de sélections sont ceux au début de la compétition.

## Angleterre
Entraineur : Walter Winterbottom
| No. | Pos.      | Joueur           | Date de naissance et âge | Sélec. | Club                    |
| --- | --------- | ---------------- | ------------------------ | ------ | ----------------------- |
| 1   | Gardien   | Gil Merrick      | 26 janvier 1922          | 20     | Birmingham City         |
| 2   | Défenseur | Ron Staniforth   | 13 avril 1924            | 3      | Huddersfield Town       |
| 3   | Défenseur | Roger Byrne      | 8 février 1929           | 3      | Manchester United       |
| 4   | Défenseur | Billy Wright     | 6 février 1924           | 58     | Wolverhampton Wanderers |
| 5   | Milieu    | Syd Owen         | 28 février 1922          | 2      | Luton Town              |
| 6   | Milieu    | Jimmy Dickinson  | 24 avril 1925            | 35     | Portsmouth              |
| 7   | Attaquant | Stanley Matthews | 1er février 1915         | 36     | Blackpool               |
| 8   | Attaquant | Ivor Broadis     | 18 décembre 1922         | 11     | Newcastle United        |
| 9   | Attaquant | Nat Lofthouse    | 27 août 1925             | 19     | Bolton Wanderers        |
| 10  | Attaquant | Tommy Taylor     | 29 janvier 1932          | 3      | Manchester United       |
| 11  | Attaquant | Tom Finney       | 5 avril 1922             | 51     | Preston North End       |
| 12  | Gardien   | Ted Burgin       | 29 avril 1927            | 0      | Sheffield United        |
| 13  | Défenseur | Ken Green        | 27 avril 1924            | 0      | Birmingham City         |
| 14  | Milieu    | Bill McGarry     | 10 juin 1927             | 0      | Huddersfield Town       |
| 15  | Attaquant | Dennis Wilshaw   | 11 mars 1926             | 1      | Wolverhampton Wanderers |
| 16  | Milieu    | Albert Quixall   | 9 août 1933              | 3      | Sheffield Wednesday     |
| 17  | Attaquant | Jimmy Mullen     | 6 janvier 1923           | 11     | Wolverhampton Wanderers |
| 18  | Défenseur | Allenby Chilton* | 16 septembre 1918        | 2      | Manchester United       |
| 19  | Milieu    | Ken Armstrong*   | 3 juin 1924              | 0      | Chelsea                 |
| 20  | Milieu    | Bedford Jezzard* | 19 octobre 1927          | 1      | Fulham                  |
| 21  | Milieu    | Johnny Haynes*   | 17 octobre 1934          | 0      | Fulham                  |
| 22  | Attaquant | Harry Hooper*    | 14 juin 1933             | 0      | West Ham United         |

- Seuls 17 des 22 joueurs sont allés en Suisse. Les 5 marqués d'un astérisque étaient sur une liste de remplaçants pour pallier un forfait qui n'arriva pas.

## Autriche
Entraineur : Walter Nausch
| No. | Pos.      | Joueur             | Date de naissance et âge | Sélec. | Club             |
| --- | --------- | ------------------ | ------------------------ | ------ | ---------------- |
| 1   | Gardien   | Kurt Schmied       | 14 juin 1926             | 1      | First Vienna FC  |
| 2   | Défenseur | Gerhard Hanappi    | 16 février 1929          | 37     | Rapid Vienne     |
| 3   | Milieu    | Ernst Happel       | 29 novembre 1925         | 39     | Rapid Vienne     |
| 4   | Défenseur | Leopold Barschandt | 12 août 1925             | 2      | SC Wacker Vienne |
| 5   | Défenseur | Ernst Ocwirk       | 7 mars 1926              | 44     | Austria Vienne   |
| 6   | Milieu    | Karl Koller        | 8 février 1929           | 7      | First Vienna FC  |
| 7   | Attaquant | Robert Körner      | 21 août 1924             | 7      | Rapid Vienne     |
| 8   | Attaquant | Walter Schleger    | 19 septembre 1929        | 8      | Austria Vienne   |
| 9   | Attaquant | Theodor Wagner     | 6 août 1927              | 28     | SC Wacker Vienne |
| 10  | Milieu    | Erich Probst       | 5 décembre 1927          | 8      | Rapid Vienne     |
| 11  | Attaquant | Alfred Körner      | 14 février 1926          | 24     | Rapid Vienne     |
| 12  | Milieu    | Karl Stotz         | 27 mars 1927             | 10     | Austria Vienne   |
| 13  | Milieu    | Walter Kollmann    | 17 juin 1932             | 3      | SC Wacker Vienne |
| 14  | Milieu    | Karl Giesser       | 29 octobre 1928          | 1      | Rapid Vienne     |
| 15  | Gardien   | Franz Pelikan      | 6 novembre 1925          | 3      | SC Wacker Vienne |
| 16  | Gardien   | Walter Zeman       | 1er mai 1927             | 38     | Rapid Vienne     |
| 17  | Milieu    | Alfred Teinitzer   | 29 juillet 1929          | 0      | Linzer ASK       |
| 18  | Milieu    | Johann Riegler     | 17 juillet 1929          | 3      | Rapid Vienne     |
| 19  | Attaquant | Robert Dienst      | 1er mars 1928            | 16     | Rapid Vienne     |
| 20  | Défenseur | Paul Halla         | 10 avril 1931            | 3      | Rapid Vienne     |
| 21  | Attaquant | Ernst Stojaspal    | 14 janvier 1925          | 27     | Austria Vienne   |
| 22  | Attaquant | Walter Haummer     | 22 novembre 1928         | 4      | SC Wacker Vienne |

## Belgique
Entraineur : Doug Livingstone
| No. | Pos.      | Joueur                  | Date de naissance et âge | Sélec. | Club               |
| --- | --------- | ----------------------- | ------------------------ | ------ | ------------------ |
| 1   | Gardien   | Léopold Gernaey         | 25 février 1927          | 7      | KV Oostende        |
| 2   | Défenseur | Marcel Dries            | 19 septembre 1929        | 7      | Berchem Sport      |
| 3   | Défenseur | Alfons Van Brandt       | 24 juin 1927             | 18     | Lierse             |
| 4   | Défenseur | Constant Huysmans       | 11 octobre 1928          | 5      | Royal Beerschot AC |
| 5   | Milieu    | Louis Carré             | 7 janvier 1925           | 39     | Royal FC Liegeois  |
| 6   | Milieu    | Victor Mees             | 26 janvier 1927          | 31     | Royal Antwerp FC   |
| 7   | Milieu    | Jozef Vliers            | 18 décembre 1932         | 0      | Royal Beerschot AC |
| 8   | Attaquant | Denis Houf              | 16 février 1932          | 0      | Standard Liège     |
| 9   | Attaquant | Rik Coppens             | 29 avril 1930            | 32     | Royal Beerschot AC |
| 10  | Attaquant | Léopold Anoul           | 19 août 1922             | 45     | Royal FC Liegeois  |
| 11  | Attaquant | Joseph Mermans          | 16 février 1922          | 45     | SC Anderlechtois   |
| 12  | Gardien   | Charles Geerts          | 29 octobre 1930          | 0      | Royal Beerschot AC |
| 13  | Défenseur | Henri Dirickx           | 7 juillet 1927           | 13     | Union St. Gilloise |
| 14  | Milieu    | Robert Van Kerkhoven    | 1er octobre 1924         | 5      | Daring Club        |
| 15  | Attaquant | Hippolyte Van den Bosch | 30 avril 1926            | 2      | SC Anderlechtois   |
| 16  | Attaquant | Pieter Van den Bosch    | 31 octobre 1927          | 0      | SC Anderlechtois   |
| 17  | Gardien   | Raymond Ausloos         | 15 mai 1928              | 0      | White Star         |
| 18  | Défenseur | Jef Van der Linden      | 2 novembre 1927          | 0      | Royal Antwerp FC   |
| 19  | Milieu    | Joseph Backaert         | 5 août 1921              | 0      | Charleroi SC       |
| 20  | Milieu    | Robert Maertens         | 24 janvier 1930          | 11     | Royal Antwerp FC   |
| 21  | Milieu    | Jean Van Steen          | 2 juin 1929              | 5      | SC Anderlechtois   |
| 22  | Attaquant | Luc Van Hoyweghen       | 7 janvier 1929           | 0      | Daring Club        |

## Brésil
Entraineur : Zezé Moreira
| No. | Pos.      | Joueur        | Date de naissance et âge | Sélec. | Club          |
| --- | --------- | ------------- | ------------------------ | ------ | ------------- |
| 1   | Gardien   | Castilho      | 27 novembre 1927         | 13     | Fluminense    |
| 2   | Défenseur | Djalma Santos | 27 février 1929          | 14     | Portuguesa    |
| 3   | Défenseur | Nílton Santos | 16 mai 1925              | 18     | Botafogo      |
| 4   | Défenseur | Brandãozinho  | 9 juin 1925              | 12     | Portuguesa    |
| 5   | Milieu    | Pinheiro      | 13 janvier 1932          | 13     | Fluminense    |
| 6   | Milieu    | Bauer         | 21 novembre 1925         | 21     | São Paulo FC  |
| 7   | Attaquant | Julinho       | 29 juillet 1929          | 13     | Portuguesa    |
| 8   | Milieu    | Didi          | 8 octobre 1929           | 13     | Fluminense    |
| 9   | Attaquant | Baltasar      | 14 janvier 1926          | 19     | Corinthians   |
| 10  | Attaquant | Pinga         | 11 février 1924          | 14     | Vasco da Gama |
| 11  | Attaquant | Rodrigues     | 27 juin 1925             | 14     | Palmeiras     |
| 12  | Défenseur | Paulinho      | 15 avril 1932            | 0      | Vasco da Gama |
| 13  | Défenseur | Alfredo       | 27 octobre 1924          | 2      | São Paulo FC  |
| 14  | Milieu    | Ely           | 14 mai 1921              | 15     | Vasco da Gama |
| 15  | Défenseur | Mauro         | 30 août 1930             | 4      | São Paulo FC  |
| 16  | Milieu    | Dequinha      | 19 mars 1928             | 7      | Flamengo      |
| 17  | Attaquant | Maurinho      | 6 juin 1933              | 0      | São Paulo FC  |
| 18  | Attaquant | Humberto      | 4 février 1934           | 3      | Palmeiras     |
| 19  | Attaquant | Índio         | 1er mars 1931            | 0      | Flamengo      |
| 20  | Attaquant | Rubens        | 4 novembre 1928          | 1      | Flamengo      |
| 21  | Gardien   | Veludo        | 7 août 1930              | 3      | Fluminense    |
| 22  | Gardien   | Cabeção       | 23 août 1930             | 0      | Corinthians   |

## Corée du Sud
Entraineur : Kim Yong-sik
| No. | Pos.      | Joueur          | Date de naissance et âge | Sélec. | Club                      |
| --- | --------- | --------------- | ------------------------ | ------ | ------------------------- |
| 1   | Gardien   | Hong Deok-young | 5 mai 1921               |        | Seoul Army Club           |
| 2   | Défenseur | Park Kyu-chung  | 12 juin 1924             |        | Seoul Army Club           |
| 3   | Défenseur | Park Jae-seung  | 1er avril 1923           |        | Seoul Army Club           |
| 4   | Milieu    | Kang Chang-gi   | 28 août 1928             |        | Seoul Army Club           |
| 5   | Milieu    | Lee Sang-yi     | 1er janvier 1922         |        | Seoul Army Club           |
| 6   | Défenseur | Min Byung-dae   | 20 février 1918          |        | Seoul Army Club           |
| 7   | Attaquant | Lee Soo-nam     | 2 février 1927           |        | Seoul Army Club           |
| 8   | Attaquant | Choi Chung-min  | 30 août 1930             |        | Seoul Army Club           |
| 9   | Attaquant | Woo Sang-kwon   | 2 février 1928           |        | Seoul Army Club           |
| 10  | Attaquant | Sung Nak-woon   | 2 février 1926           |        | Seoul Army Club           |
| 11  | Milieu    | Chung Nam-sik   | 16 février 1917          |        | Seoul Army Club           |
| 12  | Gardien   | Ham Heung-chul  | 17 novembre 1930         |        | Seoul Army Club           |
| 13  | Défenseur | Li Jong-kap     | 18 mars 1920             |        | ?                         |
| 14  | Défenseur | Han Chang-wha   | 3 novembre 1922          |        | Seoul Army Club           |
| 15  | Milieu    | Kim Ji-sung     | 7 novembre 1924          |        | Seoul Army Club           |
| 16  | Milieu    | Chu Yung-kwang  | 15 juillet 1931          |        | Seoul Army Club           |
| 17  | Attaquant | Park Il-kap     | 21 mars 1926             |        | Seoul Army Club           |
| 18  | Attaquant | Choi Yung-keun  | 8 février 1923           |        | Seoul Army Club           |
| 19  | Attaquant | Lee Ki-joo      | 12 novembre 1926         |        | Pusan National University |
| 20  | Attaquant | Chung Kook-chin | 2 janvier 1917           |        | Wonsan University         |

## Écosse
Entraineur : Andy Beattie
| No. | Pos.      | Joueur            | Date de naissance et âge | Sélec. | Club               |
| --- | --------- | ----------------- | ------------------------ | ------ | ------------------ |
| 1   | Gardien   | Fred Martin       | 13 mai 1929              | 2      | Aberdeen           |
| 2   | Défenseur | Willie Cunningham | 22 février 1925          | 3      | Preston North End  |
| 3   | Défenseur | Jock Aird         | 18 février 1926          | 2      | Burnley            |
| 4   | Défenseur | Bobby Evans       | 16 juillet 1927          | 17     | Celtic             |
| 5   | Défenseur | Tommy Docherty    | 24 août 1928             | 5      | Preston North End  |
| 6   | Milieu    | Jimmy Davidson    | 8 novembre 1925          | 2      | Partick Thistle    |
| 7   | Milieu    | Doug Cowie        | 1er mai 1926             | 6      | Dundee             |
| 8   | Attaquant | John Mackenzie    | 4 septembre 1925         | 4      | Partick Thistle    |
| 9   | Attaquant | George Hamilton   | 7 décembre 1917          | 5      | Aberdeen           |
| 10  | Attaquant | Allan Brown       | 12 octobre 1926          | 11     | Blackpool          |
| 11  | Attaquant | Neil Mochan       | 6 avril 1927             | 1      | Celtic             |
| 12  | Attaquant | Willie Fernie     | 22 novembre 1928         | 1      | Celtic             |
| 13  | Attaquant | Willie Ormond     | 23 février 1927          | 3      | Hibernian          |
| 14  | Gardien   | John Anderson*    | 8 décembre 1929          | 1      | Leicester City     |
| 15  | Attaquant | Bobby Johnstone*  | 7 septembre 1929         | 11     | Hibernian          |
| 16  | Attaquant | Jackie Henderson* | 17 janvier 1932          | 4      | Portsmouth         |
| 17  | Milieu    | David Mathers*    | 25 octobre 1931          | 1      | Partick Thistle    |
| 18  | Défenseur | Alex Wilson*      | 29 octobre 1933          | 1      | Portsmouth         |
| 19  | Attaquant | Jimmy Binning*    | 25 juillet 1927          | 0      | Queen of the South |
| 20  | Attaquant | Bobby Combe*      | 29 février 1924          | 3      | Hibernian          |
| 21  | Attaquant | Ernie Copland*    | 15 avril 1927            | 0      | Raith Rovers       |
| 22  | Attaquant | Ian McMillan*     | 18 mars 1931             | 3      | Airdrieonians      |

- Seuls 13 joueurs sont venus en Suisse. Les autres sont restés en Écosse, sur une liste de remplaçants. Hamilton a remplacé Johnstone, blessé pendant la compétition.

## France
Entraineur : Pierre Pibarot
| No. | Pos.      | Joueur               | Date de naissance et âge | Sélec. | Club                     |
| --- | --------- | -------------------- | ------------------------ | ------ | ------------------------ |
| 1   | Gardien   | François Remetter    | 8 août 1928              | 4      | FC Metz                  |
| 2   | Gardien   | César Ruminski       | 14 juin 1924             | 7      | Lille OSC                |
| 3   | Gardien   | Claude Abbes         | 24 mai 1927              | 0      | AS Saint-Étienne         |
| 4   | Défenseur | Lazare Gianessi      | 9 novembre 1925          | 12     | AS Monaco                |
| 5   | Défenseur | Jacques Grimonpon    | 30 juillet 1925          | 0      | FC Girondins de Bordeaux |
| 6   | Défenseur | Raymond Kaelbel      | 31 janvier 1932          | 0      | RC Strasbourg            |
| 7   | Défenseur | Roger Marche         | 5 mars 1924              | 37     | Stade de Reims           |
| 8   | Milieu    | Guillaume Bieganski  | 3 novembre 1932          | 1      | Lille OSC                |
| 9   | Milieu    | Antoine Cuissard     | 19 juillet 1924          | 27     | OGC Nice                 |
| 10  | Milieu    | Robert Jonquet       | 3 mai 1925               | 26     | Stade de Reims           |
| 11  | Milieu    | Xercès Louis         | 31 octobre 1926          | 0      | RC Lens                  |
| 12  | Milieu    | Jean-Jacques Marcel  | 13 juin 1931             | 8      | FC Sochaux               |
| 13  | Attaquant | Abderrahmane Mahjoub | 25 avril 1929            | 2      | OGC Nice                 |
| 14  | Défenseur | Armand Penverne      | 26 novembre 1926         | 11     | Stade de Reims           |
| 15  | Milieu    | Abdelaziz Ben Tifour | 25 juillet 1927          | 1      | ESTAC Troyes             |
| 16  | Attaquant | René Dereuddre       | 26 juin 1930             | 1      | Toulouse FC              |
| 17  | Attaquant | Léon Glovacki        | 19 février 1928          | 3      | Stade de Reims           |
| 18  | Attaquant | Raymond Kopa         | 13 octobre 1931          | 13     | Stade de Reims           |
| 19  | Milieu    | Michel Leblond       | 10 mai 1932              | 1      | Stade de Reims           |
| 20  | Attaquant | Ernest Schultz       | 29 janvier 1931          | 0      | Olympique lyonnais       |
| 21  | Attaquant | André Strappe        | 23 février 1928          | 23     | Lille OSC                |
| 22  | Attaquant | Jean Vincent         | 29 novembre 1930         | 2      | Lille OSC                |

## Hongrie
Entraineur : Gusztav Sebes
| No. | Pos.      | Joueur           | Date de naissance et âge | Sélec. | Club                   |
| --- | --------- | ---------------- | ------------------------ | ------ | ---------------------- |
| 1   | Gardien   | Gyula Grosics    | 4 février 1926           | 31     | Budapesti Honvéd SE    |
| 2   | Défenseur | Jenő Buzánszky   | 4 mai 1925               | 23     | Dorogi Bányász         |
| 3   | Défenseur | Gyula Lóránt     | 6 février 1923           | 24     | Budapesti Honvéd SE    |
| 4   | Défenseur | Mihály Lantos    | 29 septembre 1928        | 30     | Budapesti Vörös Lobogó |
| 5   | Milieu    | József Bozsik    | 25 novembre 1925         | 48     | Budapesti Honvéd SE    |
| 6   | Attaquant | József Zakariás  | 25 mars 1924             | 31     | Budapesti Vörös Lobogó |
| 7   | Attaquant | József Tóth      | 16 mai 1929              | 2      | Csepeli Vasas          |
| 8   | Attaquant | Sándor Kocsis    | 21 septembre 1929        | 36     | Budapesti Honvéd SE    |
| 9   | Attaquant | Nándor Hidegkuti | 3 mars 1922              | 36     | Budapesti Vörös Lobogó |
| 10  | Attaquant | Ferenc Puskás    | 2 avril 1927             | 55     | Budapesti Honvéd SE    |
| 11  | Attaquant | Zoltán Czibor    | 8 août 1929              | 26     | Budapesti Honvéd SE    |
| 12  | Défenseur | Béla Kárpáti     | 30 septembre 1929        | 1      | Győri Vasas SE         |
| 13  | Défenseur | Pál Várhidi      | 6 novembre 1931          | 0      | Budapesti Dózsa        |
| 14  | Milieu    | Imre Kovács      | 26 novembre 1921         | 8      | Budapesti Vörös Lobogó |
| 15  | Milieu    | Ferenc Szojka    | 7 avril 1931             | 0      | Salgótarjáni BTC       |
| 16  | Milieu    | László Budai     | 19 juillet 1928          | 21     | Budapesti Honvéd SE    |
| 17  | Attaquant | Ferenc Machos    | 30 juin 1932             | 0      | Budapesti Honvéd SE    |
| 18  | Attaquant | Lajos Csordás    | 6 octobre 1932           | 7      | Budapesti Vasas SE     |
| 19  | Attaquant | Péter Palotás    | 27 juin 1929             | 16     | Budapesti Vörös Lobogó |
| 20  | Attaquant | Mihály Tóth      | 24 septembre 1926        | 3      | Budapesti Dózsa        |
| 21  | Gardien   | Sándor Gellér    | 12 juillet 1925          | 5      | Budapesti Vörös Lobogó |
| 22  | Gardien   | Géza Gulyás      | 5 juin 1931              | 0      | Budapesti Kinizsi      |

## Italie
Entraineur : Lajos Czeizler
| No. | Pos.      | Joueur               | Date de naissance et âge | Sélec. | Club            |
| --- | --------- | -------------------- | ------------------------ | ------ | --------------- |
| 1   | Gardien   | Giorgio Ghezzi       | 10 juillet 1930          | 1      | Inter Milan     |
| 2   | Défenseur | Guido Vincenzi       | 14 juillet 1932          | 1      | Inter Milan     |
| 3   | Défenseur | Giovanni Giacomazzi  | 18 janvier 1928          | 1      | Inter Milan     |
| 4   | Défenseur | Maino Neri           | 30 juin 1924             | 6      | Inter Milan     |
| 5   | Milieu    | Omero Tognon         | 3 mars 1924              | 11     | AC Milan        |
| 6   | Milieu    | Fulvio Nesti         | 8 juin 1925              | 2      | Inter Milan     |
| 7   | Attaquant | Ermes Muccinelli     | 28 juillet 1927          | 9      | Juventus        |
| 8   | Attaquant | Egisto Pandolfini    | 19 février 1926          | 14     | AS Roma         |
| 9   | Attaquant | Carlo Galli          | 6 mars 1931              | 2      | AS Roma         |
| 10  | Attaquant | Gino Cappello        | 2 juin 1920              | 10     | Bologna FC 1909 |
| 11  | Attaquant | Benito Lorenzi       | 20 décembre 1925         | 11     | Inter Milan     |
| 12  | Gardien   | Giovanni Viola       | 26 juin 1926             | 0      | Juventus        |
| 13  | Défenseur | Ardico Magnini       | 21 octobre 1928          | 4      | Fiorentina      |
| 14  | Défenseur | Sergio Cervato       | 22 mars 1929             | 11     | Fiorentina      |
| 15  | Défenseur | Giacomo Mari         | 17 octobre 1924          | 7      | Juventus        |
| 16  | Milieu    | Rino Ferrario        | 7 décembre 1926          | 1      | Juventus        |
| 17  | Attaquant | Armando Segato       | 3 mai 1930               | 3      | Fiorentina      |
| 18  | Milieu    | Gino Pivatelli       | 27 mars 1933             | 0      | Bologna FC 1909 |
| 19  | Attaquant | Giampiero Boniperti  | 4 juillet 1928           | 22     | Juventus        |
| 20  | Milieu    | Guido Gratton        | 23 septembre 1932        | 1      | Fiorentina      |
| 21  | Attaquant | Amleto Frignani      | 5 mars 1932              | 6      | AC Milan        |
| 22  | Gardien   | Leonardo Costagliola | 27 octobre 1921          | 3      | Fiorentina      |

## Mexique
Entraineur : Antonio López Herranz
| No. | Pos.      | Joueur             | Date de naissance et âge | Sélec. | Club                 |
| --- | --------- | ------------------ | ------------------------ | ------ | -------------------- |
| 1   | Gardien   | Antonio Carbajal   | 7 juin 1929              | 11     | FC León              |
| 2   | Défenseur | Chicho López       | 18 août 1928             | 3      | CD Oro               |
| 3   | Milieu    | Jorge Romo         | 20 avril 1934            | 5      | Club Deportivo Marte |
| 4   | Défenseur | Saturnino Martínez | 1er janvier 1928         | 6      | Necaxa               |
| 5   | Défenseur | Raúl Cárdenas      | 30 octobre 1928          | 4      | CF Puebla            |
| 6   | Milieu    | Rafael Avalos      | 6 janvier 1926           | 3      | Atlante FC           |
| 7   | Attaquant | Alfredo Torres     | 31 mai 1931              | 3      | Atlas                |
| 8   | Attaquant | José Naranjo       | 19 mars 1926             | 12     | CD Oro               |
| 9   | Attaquant | José Luis Lamadrid | 3 juillet 1930           | 5      | Necaxa               |
| 10  | Attaquant | Tomás Balcázar     | 21 décembre 1931         | 9      | CD Guadalajara       |
| 11  | Attaquant | Raúl Arellano      | 28 février 1935          | 0      | CD Guadalajara       |
| 12  | Gardien   | Salvador Mota      | 30 novembre 1922         | 0      | Atlante FC           |
| 13  | Défenseur | Sergio Bravo       | 27 novembre 1927         | 6      | FC León              |
| 14  | Milieu    | Chapetes Gómez     | 26 juin 1924             | 0      | Atlas                |
| 15  | Attaquant | Carlos Blanco      | 5 mars 1928              | 4      | Necaxa               |
| 16  | Milieu    | Pedro Nájera       | 3 février 1929           | 0      | Club América         |
| 17  | Attaquant | Carlos Septién     | 18 janvier 1923          | 11     | CD Tampico           |
| 18  | Attaquant | Carlos Carús       | 6 octobre 1930           | 0      | Club Toluca          |
| 19  | Attaquant | Moisés Jinich      |                          | 1      | Atlante FC           |
| 20  | Attaquant | José Antonio Roca  | 24 mai 1928              | 7      | CD Zacatepec         |
| 21  | Milieu    | Mario Ochoa        | 7 novembre 1927          | 5      | Club Deportivo Marte |
| 22  | Attaquant | Ranulfo Cortés     | 9 juillet 1934           | 0      | CD Oro               |

## RFA
Entraineur : Sepp Herberger
| No. | Pos.      | Joueur             | Date de naissance et âge | Sélec. | Club                |
| --- | --------- | ------------------ | ------------------------ | ------ | ------------------- |
| 1   | Gardien   | Toni Turek         | 18 janvier 1919          | 13     | Fortuna Düsseldorf  |
| 2   | Défenseur | Fritz Laband       | 1er novembre 1925        | 1      | Hamburger SV        |
| 3   | Défenseur | Werner Kohlmeyer   | 19 avril 1924            | 12     | FC Kaiserslautern   |
| 4   | Défenseur | Hans Bauer         | 28 juillet 1927          | 2      | Bayern Munich       |
| 5   | Défenseur | Herbert Erhardt    | 6 juillet 1930           | 1      | SpVgg Fürth         |
| 6   | Milieu    | Horst Eckel        | 8 février 1932           | 8      | FC Kaiserslautern   |
| 7   | Défenseur | Josef Posipal      | 20 juin 1927             | 15     | Hamburger SV        |
| 8   | Milieu    | Karl Mai           | 27 juillet 1928          | 3      | SpVgg Fürth         |
| 9   | Milieu    | Paul Mebus         | 9 juin 1920              | 5      | 1. FC Köln          |
| 10  | Défenseur | Werner Liebrich    | 18 janvier 1927          | 2      | FC Kaiserslautern   |
| 11  | Milieu    | Karl-Heinz Metzner | 9 janvier 1923           | 2      | KSV Hessen Kassel   |
| 12  | Attaquant | Helmut Rahn        | 16 août 1929             | 9      | Rot-Weiss Essen     |
| 13  | Milieu    | Max Morlock        | 11 mai 1925              | 12     | FC Nuremberg        |
| 14  | Attaquant | Bernhard Klodt     | 26 octobre 1926          | 6      | FC Schalke 04       |
| 15  | Attaquant | Ottmar Walter      | 6 mars 1924              | 11     | FC Kaiserslautern   |
| 16  | Milieu    | Fritz Walter       | 31 octobre 1920          | 38     | FC Kaiserslautern   |
| 17  | Attaquant | Richard Herrmann   | 28 janvier 1923          | 7      | FSV Frankfurt       |
| 18  | Attaquant | Ulrich Biesinger   | 6 août 1933              | 0      | BC Augsburg         |
| 19  | Attaquant | Alfred Pfaff       | 16 juillet 1926          | 1      | Eintracht Frankfurt |
| 20  | Attaquant | Hans Schäfer       | 19 octobre 1927          | 5      | 1. FC Köln          |
| 21  | Gardien   | Heinz Kubsch       | 20 juillet 1930          | 1      | FK Pirmasens        |
| 22  | Gardien   | Heinz Kwiatkowski  | 16 juillet 1926          | 0      | Borussia Dortmund   |

## Suisse
Entraineur : Karl Rappan

## Tchécoslovaquie
Entraineur : Karol Borhy
| No. | Pos.      | Joueur             | Date de naissance et âge | Sélec. | Club                   |
| --- | --------- | ------------------ | ------------------------ | ------ | ---------------------- |
| 1   | Gardien   | Theodor Reimann    | 10 février 1921          | 4      | Slovan Bratislava      |
| 2   | Défenseur | František Šafránek | 2 janvier 1931           | 10     | ÚDA Prague             |
| 3   | Milieu    | Svatopluk Pluskal  | 28 octobre 1930          | 3      | ÚDA Prague             |
| 4   | Défenseur | Ladislav Novák     | 5 décembre 1931          | 11     | ÚDA Prague             |
| 5   | Défenseur | Jiří Trnka         | 2 décembre 1926          | 20     | ÚDA Prague             |
| 6   | Milieu    | Michal Benedikovič | 31 mai 1923              | 7      | Slovan Bratislava      |
| 7   | Attaquant | Ladislav Hlaváček  | 26 juin 1925             | 13     | ÚDA Prague             |
| 8   | Attaquant | Otto Hemele        | 22 janvier 1926          | 8      | ÚDA Prague             |
| 9   | Attaquant | Anton Malatinský   | 15 janvier 1920          | 10     | Baník Handlová         |
| 10  | Attaquant | Emil Pažický       | 14 octobre 1927          | 14     | Slovan Bratislava      |
| 11  | Attaquant | Jiří Pešek         | 4 juin 1927              | 4      | Spartak Praha Sokolovo |
| 12  | Défenseur | Anton Krásnohorský | 22 octobre 1925          | 9      | Iskra Žilina           |
| 13  | Milieu    | Jiří Hledík        | 19 avril 1929            | 3      | Křídla vlasti Olomouc  |
| 14  | Milieu    | Jan Hertl          | 23 janvier 1929          | 6      | ÚDA Prague             |
| 15  | Attaquant | Ladislav Kačáni    | 1er avril 1931           | 7      | CH Bratislava          |
| 16  | Milieu    | Zdeněk Procházka   | 12 janvier 1928          | 1      | Spartak Praha Sokolovo |
| 17  | Attaquant | Tadeáš Kraus       | 22 octobre 1932          | 5      | Křídla vlasti Olomouc  |
| 18  | Attaquant | Josef Majer        | 8 juin 1925              | 0      | Baník Kladno           |
| 19  | Attaquant | Jaroslav Košnar    | 17 août 1930             | 1      | CH Bratislava          |
| 20  | Attaquant | Kazimír Gajdoš     | 28 mars 1934             | 0      | Tatran Prešov          |
| 21  | Gardien   | Imrich Stacho      | 4 novembre 1931          | 6      | Tankista Praha         |
| 22  | Gardien   | Viliam Schrojf     | 2 août 1931              | 1      | Křídla vlasti Olomouc  |

## Turquie
Entraineur : Sandro Puppo
| No. | Pos.      | Joueur                 | Date de naissance et âge | Sélec. | Club               |
| --- | --------- | ---------------------- | ------------------------ | ------ | ------------------ |
| 1   | Gardien   | Turgay Şeren           | 15 mai 1932              | 11     | Galatasaray        |
| 2   | Défenseur | Rıdvan Bolatlı         | 2 décembre 1928          | 2      | MKE Ankaragücü SK  |
| 3   | Défenseur | Basri Dirimlili        | 7 juin 1929              | 3      | Fenerbahçe SK      |
| 4   | Défenseur | Mustafa Ertan          | 21 avril 1926            | 4      | MKE Ankaragücü SK  |
| 5   | Milieu    | Çetin Zeybek           | 12 septembre 1932        | 2      | Kasımpaşaspor      |
| 6   | Milieu    | Rober Eryol            | 21 décembre 1930         | 5      | Galatasaray        |
| 7   | Attaquant | Erol Keskin            | 2 mars 1927              | 1      | Adalet SK Istanbul |
| 8   | Attaquant | Suat Mamat             | 8 novembre 1930          | 2      | Galatasaray        |
| 9   | Attaquant | Feridun Buğeker        | 5 avril 1933             | 3      | Fenerbahçe SK      |
| 10  | Attaquant | Burhan Sargun          | 11 février 1929          | 5      | Fenerbahçe SK      |
| 11  | Attaquant | Lefter Küçükandonyadis | 22 décembre 1925         | 3      | Fenerbahçe SK      |
| 12  | Gardien   | Şükrü Ersoy            | 14 janvier 1934          | 3      | Vefa SK            |
| 13  | Défenseur | Bülent Eken            | 26 janvier 1923          | 11     | Galatasaray        |
| 14  | Défenseur | Ali Beratlıgil         | 21 octobre 1931          | 2      | Galatasaray        |
| 15  | Milieu    | Mehmet Dinçer          | 20 février 1933          | 0      | Fenerbahçe SK      |
| 16  | Défenseur | Nedim Günar            | 2 janvier 1932           | 0      | Fenerbahçe SK      |
| 17  | Défenseur | Naci Erdem             | 28 janvier 1931          | 0      | Fenerbahçe SK      |
| 18  | Défenseur | Kaçmaz Akgün           | 19 février 1935          | 1      | MKE Ankaragücü SK  |
| 19  | Défenseur | Ahmet Berman           | 1er janvier 1932         | 0      | Beşiktaş J.K.      |
| 20  | Attaquant | Necmi Onarıcı          | 2 novembre 1925          | 0      | Adalet SK Istanbul |
| 21  | Attaquant | Kadri Aytaç            | 6 août 1931              | 0      | Galatasaray        |
| 22  | Attaquant | Coşkun Taş             | 23 avril 1935            | 2      | Beşiktaş J.K.      |

## Uruguay
Entraineur : Juan López Fontana
| No. | Pos.      | Joueur                   | Date de naissance et âge | Sélec. | Club           |
| --- | --------- | ------------------------ | ------------------------ | ------ | -------------- |
| 1   | Gardien   | Roque Máspoli            | 12 octobre 1917          | 35     | CA Peñarol     |
| 2   | Défenseur | José Santamaría          | 31 juillet 1929          | 3      | Nacional       |
| 3   | Défenseur | William Martínez         | 13 janvier 1928          | 11     | Rampla Juniors |
| 4   | Défenseur | Víctor Rodríguez Andrade | 2 mai 1927               | 20     | CA Peñarol     |
| 5   | Milieu    | Obdulio Varela           | 20 septembre 1917        | 43     | CA Peñarol     |
| 6   | Milieu    | Roberto Leopardi         | 19 juillet 1933          | 3      | Nacional       |
| 7   | Attaquant | Julio Abbadie            | 7 septembre 1930         | 9      | CA Peñarol     |
| 8   | Attaquant | Juan Hohberg             | 8 octobre 1929           | 3      | CA Peñarol     |
| 9   | Attaquant | Oscar Míguez             | 5 décembre 1927          | 14     | CA Peñarol     |
| 10  | Attaquant | Juan Alberto Schiaffino  | 28 juillet 1925          | 14     | CA Peñarol     |
| 11  | Attaquant | Carlos Borges            | 14 janvier 1932          | 2      | CA Peñarol     |
| 12  | Gardien   | Julio Maceiras           | 22 avril 1926            | 1      | Danubio FC     |
| 13  | Défenseur | Mirto Davoine            | 13 février 1933          | 1      | CA Peñarol     |
| 14  | Défenseur | Eusebio Tejera           | 6 janvier 1922           | 31     | Defensor       |
| 15  | Milieu    | Urbano Rivera            | 1er avril 1926           | 8      | Danubio FC     |
| 16  | Milieu    | Néstor Carballo          | 3 février 1929           | 10     | Nacional       |
| 17  | Milieu    | Luis Cruz                | 28 avril 1925            | 7      | Nacional       |
| 18  | Attaquant | Rafael Souto             | 24 octobre 1930          | 4      | Nacional       |
| 19  | Attaquant | Javier Ambrois           | 9 mai 1932               | 7      | Nacional       |
| 20  | Attaquant | Omar Méndez              | 7 août 1934              | 3      | Nacional       |
| 21  | Attaquant | Julio Pérez              | 19 juin 1926             | 14     | Nacional       |
| 22  | Attaquant | Luis Castro              | 31 juillet 1921          | 1      | Defensor       |

## Yougoslavie
Entraineur : Aleksandar Tirnanić
| No. | Pos.      | Joueur               | Date de naissance et âge | Sélec. | Club                        |
| --- | --------- | -------------------- | ------------------------ | ------ | --------------------------- |
| 1   | Gardien   | Vladimir Beara       | 2 novembre 1928          | 25     | Hajduk Split                |
| 2   | Défenseur | Branko Stanković     | 31 octobre 1921          | 50     | FK Étoile rouge de Belgrade |
| 3   | Défenseur | Tomislav Crnković    | 17 juin 1929             | 17     | Dinamo Zagreb               |
| 4   | Milieu    | Zlatko Čajkovski     | 24 janvier 1923          | 51     | Partizan Belgrade           |
| 5   | Défenseur | Ivan Horvat          | 16 juillet 1926          | 43     | Dinamo Zagreb               |
| 6   | Défenseur | Vujadin Boškov       | 16 mai 1931              | 22     | Vojvodina Novi Sad          |
| 7   | Attaquant | Tihomir Ognjanov     | 2 mars 1927              | 22     | FK Étoile rouge de Belgrade |
| 8   | Attaquant | Rajko Mitić          | 19 novembre 1922         | 47     | FK Étoile rouge de Belgrade |
| 9   | Attaquant | Bernard Vukas        | 1er mai 1927             | 35     | Hajduk Split                |
| 10  | Milieu    | Stjepan Bobek        | 3 décembre 1923          | 53     | Partizan Belgrade           |
| 11  | Attaquant | Branko Zebec         | 17 mai 1929              | 22     | Partizan Belgrade           |
| 12  | Gardien   | Branko Kralj         | 10 mars 1924             | 0      | Dinamo Zagreb               |
| 13  | Défenseur | Miljan Zeković       | 15 novembre 1925         | 3      | FK Étoile rouge de Belgrade |
| 14  | Milieu    | Lev Mantula          | 8 décembre 1928          | 0      | Dinamo Zagreb               |
| 15  | Milieu    | Ljubiša Spajić       | 7 mars 1926              | 6      | FK Étoile rouge de Belgrade |
| 16  | Défenseur | Sima Milovanov       | 10 avril 1923            | 4      | Vojvodina Novi Sad          |
| 17  | Défenseur | Bruno Belin          | 16 janvier 1929          | 3      | Partizan Belgrade           |
| 18  | Attaquant | Miloš Milutinović    | 5 février 1933           | 8      | Partizan Belgrade           |
| 19  | Milieu    | Zlatko Papec         | 17 janvier 1934          | 1      | Hajduk Split                |
| 20  | Attaquant | Dionizije Dvornić    | 27 avril 1926            | 3      | Dinamo Zagreb               |
| 21  | Attaquant | Todor Veselinović    | 22 octobre 1930          | 2      | Vojvodina Novi Sad          |
| 22  | Attaquant | Aleksandar Petaković | 6 août 1932              | 0      | Radnicki Belgrade           |